# Estación de Vincennes
La estación de Vincennes es una estación ferroviaria francesa del municipio de Vincennes (departamento de Valle del Marne).

## Situación ferroviaria
La estación está servida por los trenes de la línea A del RER. Es la última estación del trozo central en el sentido oeste-est porque se trata de la estación de bifurcación de las ramas orientales de la línea, es decir aquellas de Boissy-Sant-Léger (A2) y de Marne-la-Vallée - Chessy (A4). Es la única estación de la línea que se ubica en la en zona 2 de la tarificación de los transportes públicos de Isla de Francia.

## Historia
La estación fue abierta en 1859 sobre la línea de París La Bastilla a Marles-en-Brie, llamada línea de Vincennes. La estación se reconstruyó para su incorpocación a la red RER, momento en el que se cubrieron las vías.
Según la RATP, la frecuentación anual en 2015 se estimó en 6 526 978 viajeros.
Desde 2018, una reestructuración y una renovación general de la estación está siendo realizada y se acabará en 2020. Esta renovación tiene como objetivo remodelar y agrandar el edificio de viajeros con el desplazamiento de la entrada principal, la ampliación de los accesos secundarios y la creación de dos nuevas escaleras para acceder a los andenes desde el edificio principal.

Según el « Balance de los desplazamientos en Valle del Marne », edición 2009, la estación de Vincennes está considerada como la estación la mejor comunicada del departamento, debido a una fuerte frecuencia de paso de los trenes a las horas de punta, disponiendo de dieciocho a treinta trenes por hora. No obstante, desde diciembre de 2017, la oferta ha sido modificada con un reparto homogéneo de la oferta en cada sentido.

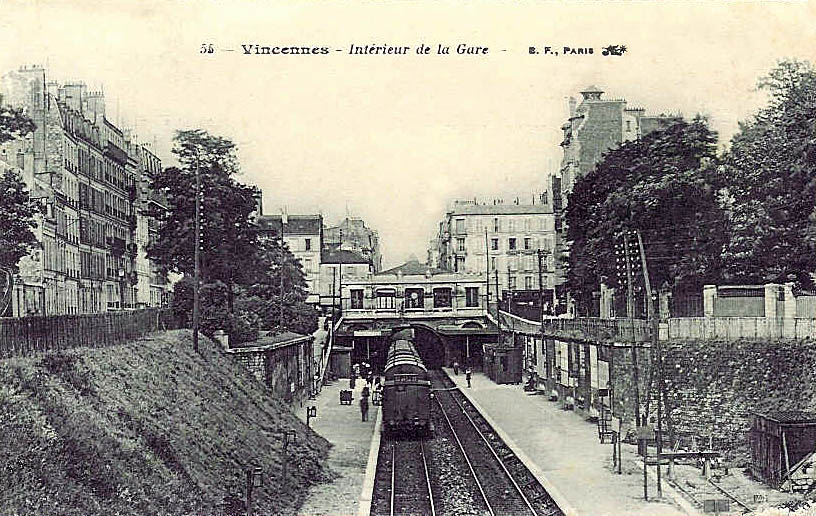
Vías y edificio de viajeros en torno a 1900.
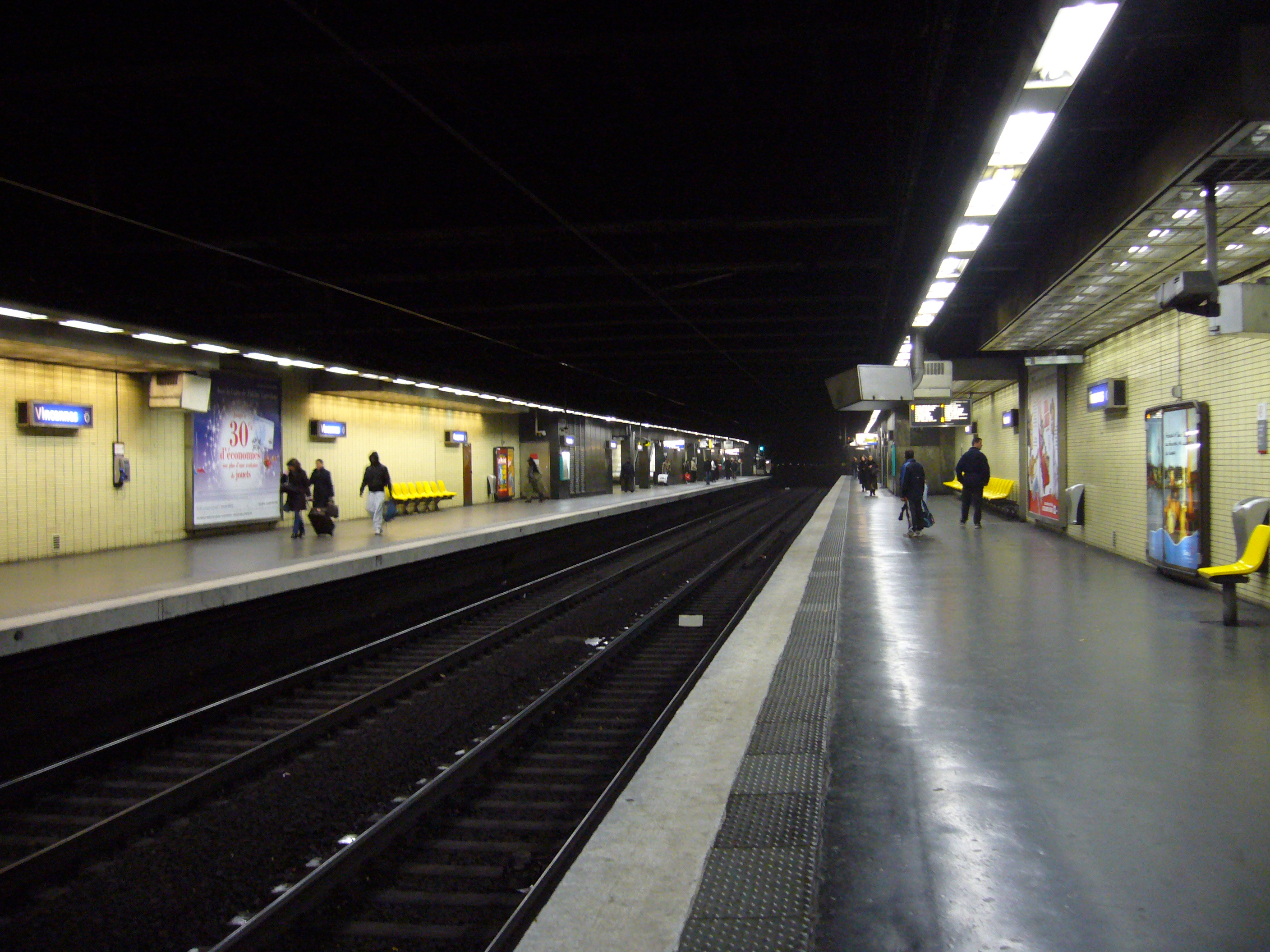
Andenes y vías en 2008.

### Intermodalidad
Por la estación pasan por las líneas 115, 118, 124, 215 y 318 de la red de autobús RATP.

## En las cercanías
La estación RATP de Vincennes se ubica cerca de dos estaciones de metro de la línea 1 del metro, Bérault y Château de Vincennes, última estación de la línea.